# 荒井美由起
荒井 美由起（あらい みゆき、1992年3月1日 - ）は元東北放送（TBC）アナウンサー。

## 人物
- 栃木県宇都宮市出身。お茶の水女子大学卒業。身長149cm。血液型はO型。
- 学生時代はBSフジNEWSの第24期学生キャスターを務めていた[1]。
- クラシックバレエを4歳から習い、現在でもレッスンに通っている。他に料理も得意である。
- 2017年1月放送の番組「ウォッチン！スペシャル『サンド・TBC女子アナ厳選！おいしい宮城』」で結婚を発表した。
- 同じ宇都宮市出身の後輩に、元テレビユー福島アナウンサーの釜井美由紀（現在はTBS NEWSのキャスター）がいる。
- 母親も元アナウンサー。
- 2018年3月末で東北放送を退社。その後、配偶者の仕事の都合でロンドンに住み、その後、モスクワへ移住。2020年春、帰国。

## 担当番組

### TBC
- Nスタみやぎ（月・火・水曜キャスター、2015年3月30日 - 2018年3月28日）
- ランチボックス-L（金曜日担当、2015年10月 - 2018年3月）
- サンドのぼんやり〜ぬTV 富澤たけし十番勝負 〜セカンドIIシーズン〜（2014年）
- サンドの新春初売TV2015　(2015年1月1日)
- テレビ○○TBC
- ロジャー大葉のラジオな気分　(金曜日ラジオカー担当、- 2017年3月)
- ロジャー大葉のラジオな気分　「地球にアクセス」(木曜日)　- 2、3ヶ月に1度、モスクワからリポート

### 学生時代
- BSフジNEWS（BSフジ）